# Jean-Claude Boutay
Pour les articles homonymes, voir Boutay.
 (août 2019).
Jean-Claude Boutay, né à Sarreguemines le 29 novembre 1764, décédé à Saverne le 21 décembre 1823, est Chef de Légion de la Garde Nationale du district de Sarreguemines en 1789, nommé Juré pour la Haute-Cour de Justice du département de la Moselle en 1799 puis Colonel du corps franc de la 3e division militaire créé en 1814 par Napoléon Ier.
Il est connu pour avoir été accusé de dilapidations de biens nationaux pendant la tourmente de la Révolution puis pour s'être fermement défendu contre ses détracteurs pendant la période de la Terreur.

## Origines
Jean-Claude Boutay naît le 29 novembre 1764 à Sarreguemines, alors en Lorraine ducale. Sarreguemines est une petite ville à la frontière franco-allemande dans une région bousculée par les guerres révolutionnaires. Son père, André Boutay exerce la fonction d'huissier au bailliage royal de Sarreguemines. Sa mère, Barbe Lomersdorff, est la fille de Simon Lomersdorff, dont on sait qu’il était cavalier de la maréchaussée du roi de Pologne Stanislas 1er.

## Soldat pendant les Campagnes d'Amérique

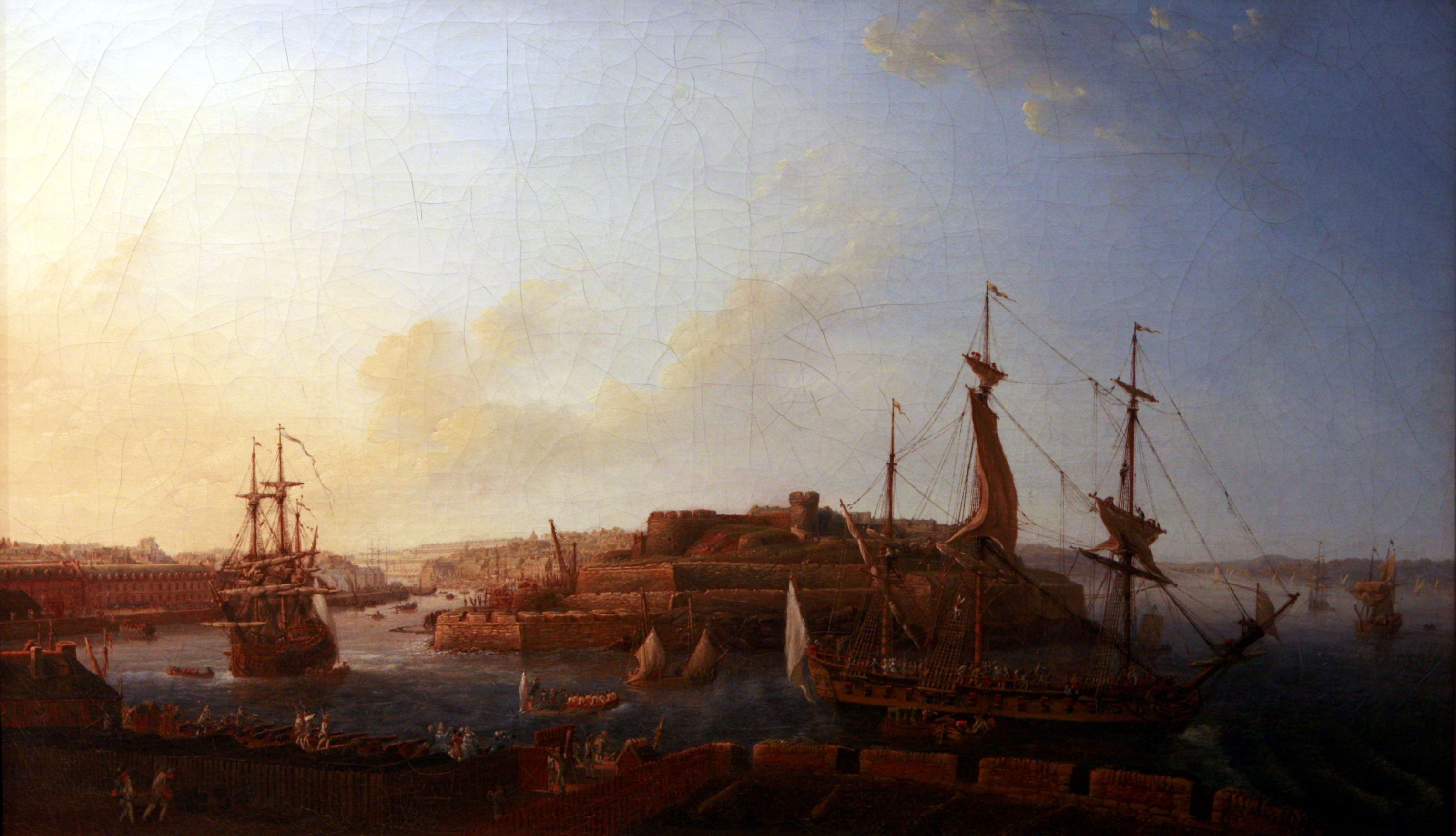
L'Arsenal et le château de Brest vus de Recouvrance, 1774, huile sur toile,, Musée national de la Marine, 2020.3.1. Les activités portuaires représentées témoignent de l'effervescence qui règne dans le port à la veille de la Guerre d'Amérique.

En 1780, il n'a que 16 ans lorsqu'il s’engage dans l'armée comme soldat de marine et qu'il est envoyé en Amérique. Un corps expéditionnaire français est constitué pour une traversée de l'Atlantique le 2 mai 1780. La France vient soutenir les États-Unis dans leur guerre d’indépendance, à la suite du traité d'alliance offensive et défensive conclu avec Benjamin Franklin le 6 février 1778. Le roi de France Louis XVI a décidé d'envoyer une escadre de sept vaisseaux de ligne pour agir sur les côtes, contenant un corps de troupes de 6 000 hommes avec à sa tête le général Rochambeau.
Pendant 9 ans, Jean-Claude Boutay sert avec honneur dans le corps d'artillerie de la Marine et parvient au grade de capitaine d'armes, puis de maître canonnier et enfin de sergent-major.
Il revient en France en 1789 âgé de 24 ans, et comme tous les hommes de son âge, il sent que le vent tourne, que la royauté va être bientôt renversée et qu’il va falloir instaurer une république.

## Vie familiale
À l’âge de 24 ans, le 24 novembre 1789 à Marange-Silvange (Moselle), il se marie à Madeleine Pierrot, la fille d’un négociant en vins. Dans son acte de mariage, Jean-Claude porte la particule, il est noté comme Jean-Claude de Boutay. Mais après 1789, sa particule n’apparaît plus. Cela laisse supposer qu'il épouse les idées libertaires et républicaines de son époque. Après la Révolution il s’établira comme commerçant de vin et d'eau-de-vie sans doute en lien avec le métier exercé par son beau-père, Quirin Pierrot.
Son père, André Boutay est décédé en 1783. Jean-Claude hérite mais revend aussitôt la charge d'huissier du bailliage royal de son père, sans jamais exercer cette fonction. Il est désormais adjudant de la Garde citoyenne de Sarreguemines, cette localité frontalière à l'Allemagne.
Madeleine Pierrot lui donnera deux fils :
- François Ferdinand Égalité Boutay, né le 7 août 1792 à Sarreguemines, qui deviendra en 1813 officier payeur (administration militaire) au 1er régiment de cuirassiers du roi de Westphalie Jérome Bonaparte, puis maire de la commune de Courvaudon (Calvados) en 1830.
- Jean Claude Mathias Boutay, né le 29 octobre 1795 à Sarreguemines, dit le « philhellène », ex-Garde du corps du roi Charles X, membre fondateur de la loge maçonnique "Les enfants adoptifs de Sparte et d'Athènes", qui partira guerroyer pour l'indépendance grecque et qui trouvera tragiquement la mort à Achinos (en)[réf. nécessaire].

## Agent missionné par la Convention nationale

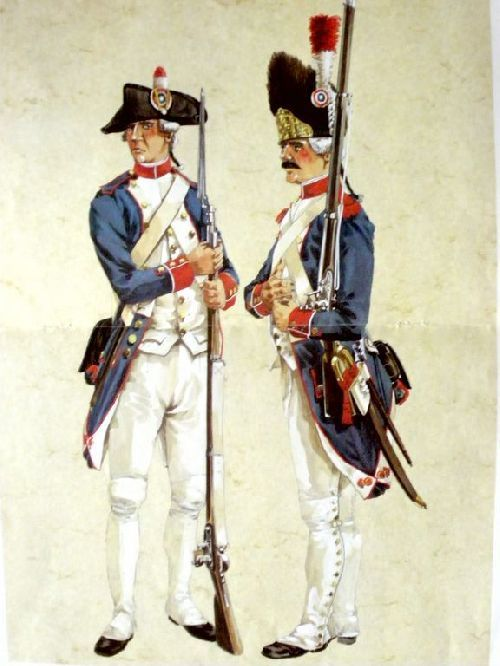
Deux soldats de la Garde Nationale vers 1793

Jean-Claude Boutay gravit les échelons de la Garde Nationale de Sarreguemines. Il est élu Chef de la Première Légion de ce district, puis il est nommé Commissaire Délégué pour mener différentes expéditions dans le pays ennemi. En effet, le 19 décembre 1792, il est missionné par les représentants du peuple Merlin, Rewbell et Haussman, membres de la Convention nationale, pour la réquisition de denrées au service de l'Armée dans le Duché de Deux-Ponts. Son ordre de mission présente un double objectif : priver l'ennemi prussien de ses ressources et approvisionner l'armée française en denrées (chevaux, moutons, fourrage et grains) qu'il doit expédier au garde-magasin de Sarrelouis.
On l'autorise « à se transporter dans le Duché de Deux-Pont, de s'emparer de tous les vivres, subsistances et fourrages qui appartiennent aux princes, régences et administrations ecclésiastiques, en donnant des bons payables à qui de droit. » La Convention nationale requiert le commandant des troupes de la République de donner « main forte au citoyen Boutay en escortes sur les réquisitions, pour remplir l'objet de sa mission ».
En qualité de Délégué des commissaires de la Convention, Jean-Claude Boutay est chargé d'organiser l'évacuation et la gestion du mobilier des résidences des personnalités éminentes de la principauté tels que Christian IV, duc de Deux-Ponts, la comtesse de la Leyen et les princes de Nassau. Ces différents événements prennent place dans les fastueuses résidences de plaisance de l'Allemagne frontalière : les châteaux de Karlsberg, Jägersburg, Petersheim et Bliekastel.

### Levée en masse de 1793
Février 1793, la Révolution est en danger. Un mois après l’exécution du roi Louis XVI la France est en guerre, pratiquement contre toute l'Europe. Face au risque d'invasion le pays tout entier doit prendre les armes. Le 24 février 1793, la Convention décrète une levée de 300 000 hommes afin de renforcer les effectifs de la République.
Pendant cette levée en masse de 1793 Boutay est chargé de différentes missions, notamment celle de la reconstruction des ponts sur la Blies où il emploie jusqu'à 300 ouvriers, et 1 000 à 1 200 hommes pour la coupe et récolte des blés sur le long de cette rivière, sur la rive opposée à l'ennemi prussien.

### Expédition dans le Duché de Deux-Ponts
En février 1793, Boutay procède à l'enlèvement de grains, foins, paille, vins, bestiaux, meubles et effets précieux, que les moines de Wadgassen avaient fait transporter de leur abbaye dans leur maison d'Ensheim. On lui reprochera des dilapidations dans cette mission ainsi que dans celle du mobilier du comte de Vergennes. Boutay dénoncera ses calomniateurs, n'ayant été chargé, selon lui, d'aucune de ces deux missions.
Le Commissaire de l'Armée de la Moselle, Nicolas Blaux accusera Boutay de s'être établi au château de Karlsberg, maison de plaisance du duc de Deux-Ponts meublée d'une richesse et de magnificences orientales ; « il s'y faisait servir, et ses convives des deux sexes en grand nombre, par les domestiques du duc les mets les plus délicats et les vins les plus rares et les plus exquis des caves du duc, traitait les Deux-Pontois avec hauteur et dureté ». Boutay se serait déplacé « dans un des plus brillants carrosses, attelé de six chevaux de luxe, accompagné de deux Heiduques et de deux Nègres ». Blaux réclamera à Boutay de lui rendre compte de ses commissions, mais Boutay l'éludera en lui répondant qu'il n'a de compte à rendre qu'à ses commettants, les députés Merlin, Reubell et Haussman.

### Coffres du baron d'Esebeck
Les commissaires de la Convention, Reubell, Merlin de Thionville et Haussmann ont violé la neutralité du duché de Deux-Pont et l'ont fait occuper le 8 février 1793 par le général Landremont. Le duc de Deux-Pont a fui mais son premier ministre le baron Ludwig von Esebeck, se proposant pour les négociations entre la France et la Prusse, tente de parvenir à un accord avec Berlin. Il sera fait prisonnier politique le 23 février 1793 par ordre de l'adjudant général Guadet et transféré dans la prison militaire de Metz.
Nicolas Blaux fut secrètement informé que les jardins du baron recelaient des coffres appartenant à des émigrés français. À l'approche de l'ennemi, Blaux « prit la fuite à crève chevaux », selon Boutay, pour se mettre à l'abri des événements. Boutay se hâta, pour sa part, de faire fouiller les jardins du ministre, d'en vider les cachettes, et de faire transporter le tout au district de Sarreguemines. Blaux dénoncera Boutay d'avoir attenté à des propriétés appartenant à des particuliers, « sous le prétexte qu'ils appartenaient à des émigrés ». Boutay s'en défendra expliquant que « dans ces malles il fut trouvé une correspondance avec les ennemis de la république, si importante, qu'envoyée sur le champ au Comité de Salut Public, elle servit à déjouer des complots les plus dangereux ».

### Pillage du château de Blieskastel et évasion de la comtesse de la Leyen

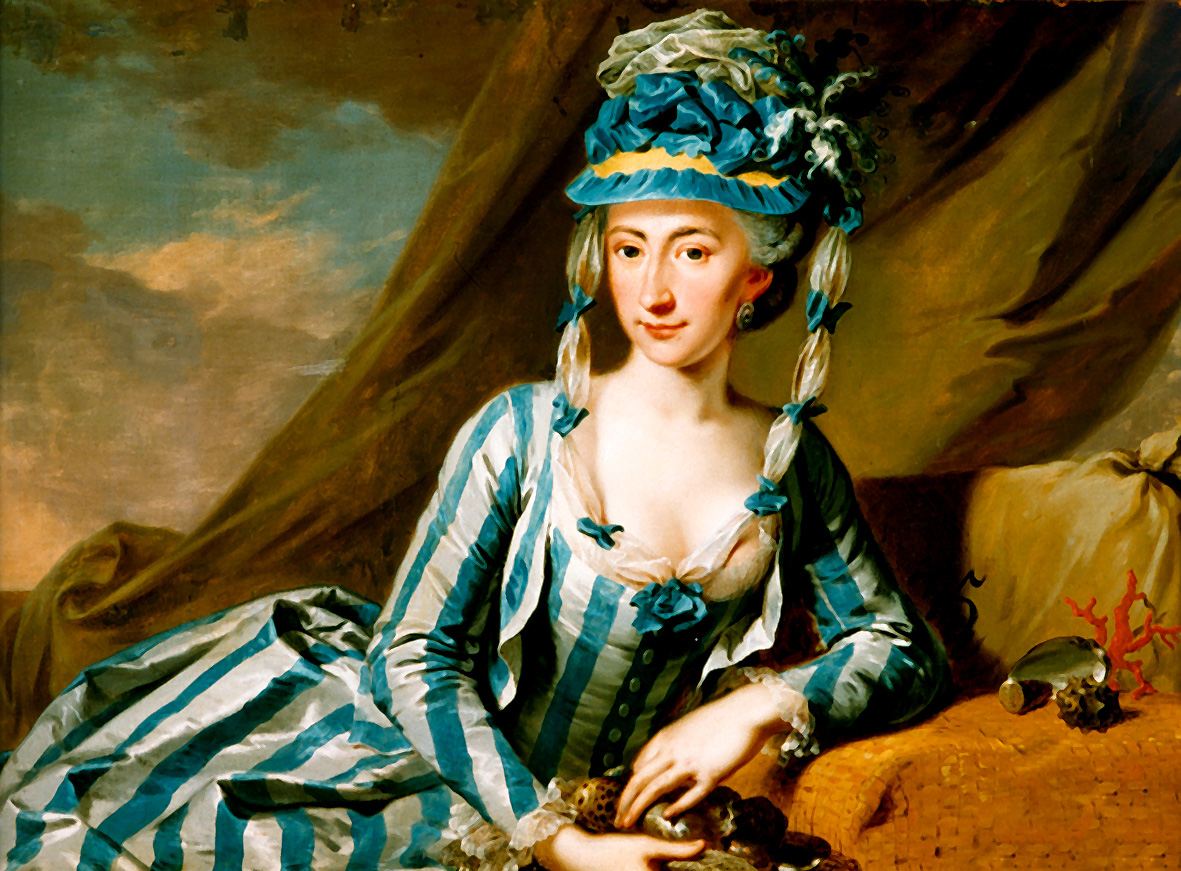
Comtesse Marianne de la Leyen

Le 14 mai 1793, Boutay se rend au château de Blieskastel avec 39 officiers et gendarmes pour procéder à l'arrestation de la Comtesse de la Leyen. Cet épisode se soldera par un échec, qui sera vivement reproché par Nicolas Blaux : "Immédiatement introduit auprès d'elle, dans sa propre chambre, il en sortit un quart d'heure plus tard pour faire arrêter ses officiers et ses suivantes. Quand il revint s'assurer de la comtesse elle-même, elle avait disparu. Toutes recherches furent vaines." Boutay est fortement soupçonné de complicité avec la fugitive. Blaux l'accuse d'avoir favorisé la fuite de la Comtesse moyennant une forte somme.
Cependant, la Comtesse Marianne de la Leyen a raconté l'histoire de son évasion dans un journal extrêmement vivant et véridique. Elle relate que grâce à sa présence d'esprit, elle est parvenue à ruser Boutay. Elle a réussi à s'échapper déguisée en servante, et après dix jours d'aventures exténuantes, à traverser les lignes prussiennes près de la localité de Zweibrücken.

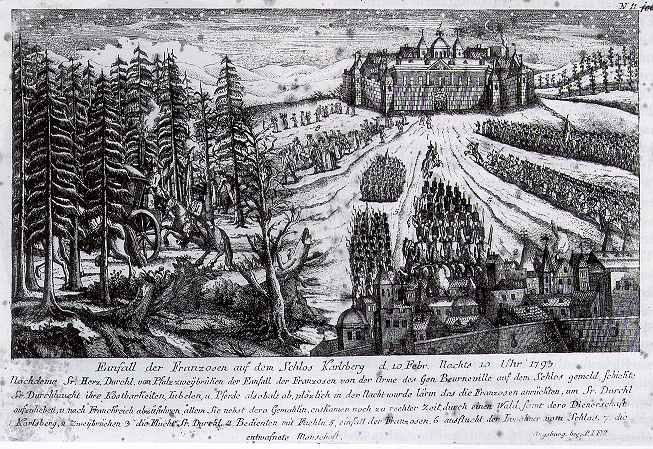
L'arrivée des troupes françaises au château de Karlsberg le 10 février 1793.

### Incendie du château de Karlsberg
Depuis le 10 juillet 1793, les troupes révolutionnaires françaises sont rassemblées dans la région du Palatinat. Un rapport officiel publié à Kaiserslautern indique que les soldats ont pillé le palais ducal et les appartements des fonctionnaires sous la direction du commissaire Boutay; le cabinet de naturalité ducal a été complètement détruit et dévasté; Le même jour, Boutay demande au maire de Homburg dix voitures à quatre chevaux pour enlever les meubles du château.
Le 28 juillet 1793, à l'occasion du procès-verbal, les soldats français, sous la direction du commissaire Boutay, pillent à la fois le château ducal et le reste des bâtiments, et soudain le feu s'est propagé dans toute la montagne.
L'intendant du château, Jean Christian von Mannlich, raconte dans ses mémoires que le mobilier du château fut sauvé de manière rocambolesque par lui-même et les serviteurs, en utilisant des tunnels souterrains, alors que le château, qui était préparé de paille, devait être incendié solennellement par les troupes françaises.

### Arrestation à Hellimer
Les 12 et 14 septembre 1793, Boutay est chargé des rassemblements pour la levée en masse et de la formation d'un bataillon de première réquisition. Au combat de Pirmasens, le 14 septembre 1793, il commande une colonne de troupes sur la montagne de Mittelbach. Dans la nuit du 24 septembre 1793, il reçoit l'ordre du Général de l'armée de se porter avec 1200 hommes devant le village de Schweyen et de s'y trouver vers quatre heures du matin car, d'après les mouvements faits la nuit précédente, l'ennemi parait vouloir tenter une attaque. Boutay fait donner l'ordre à sa troupe de se ternir prête à partir avec lui à deux heures, mais quel fut son chagrin, de voir plusieurs déserteurs se sauver et retourner à leur domicile. Au quartier général de Volmünster, les commissaires délégués Commerell et Becker écrivent au maire et aux officiers municipaux de Sarreguemines pour faire assembler les fuyards par tous les moyens, de leur présenter l'indignité de leur conduite et de les engager à rejoindre les drapeaux, au nom de la patrie en danger.
Le 10 octobre 1793, Boutay est occupé à commander la formation du bataillon à Hellimer. Il se bat avec l'artillerie légère depuis plusieurs heures lorsque les commissaires Meunier et Joly viennent procéder à son arrestation. Plusieurs de ses opérations ne sont pas terminées. C'est Nicolas Blaux, maire de Sarreguemines, qui a demandé sa destitution. On conduit Boutay et sa femme Madeleine à Metz, ainsi que l'ex-prêtre Commerell et Catherine Eléonore Linange, veuve Loewenstein. Puis, sur la demande de Balthazar Faure, représentant en mission, ces quatre personnes sont prévenues de dilapidation de biens nationaux et de favoriser les ennemis de la Révolution et envoyées à Paris pour être traduites devant le Tribunal Révolutionnaire.

## Captivité à la Conciergerie

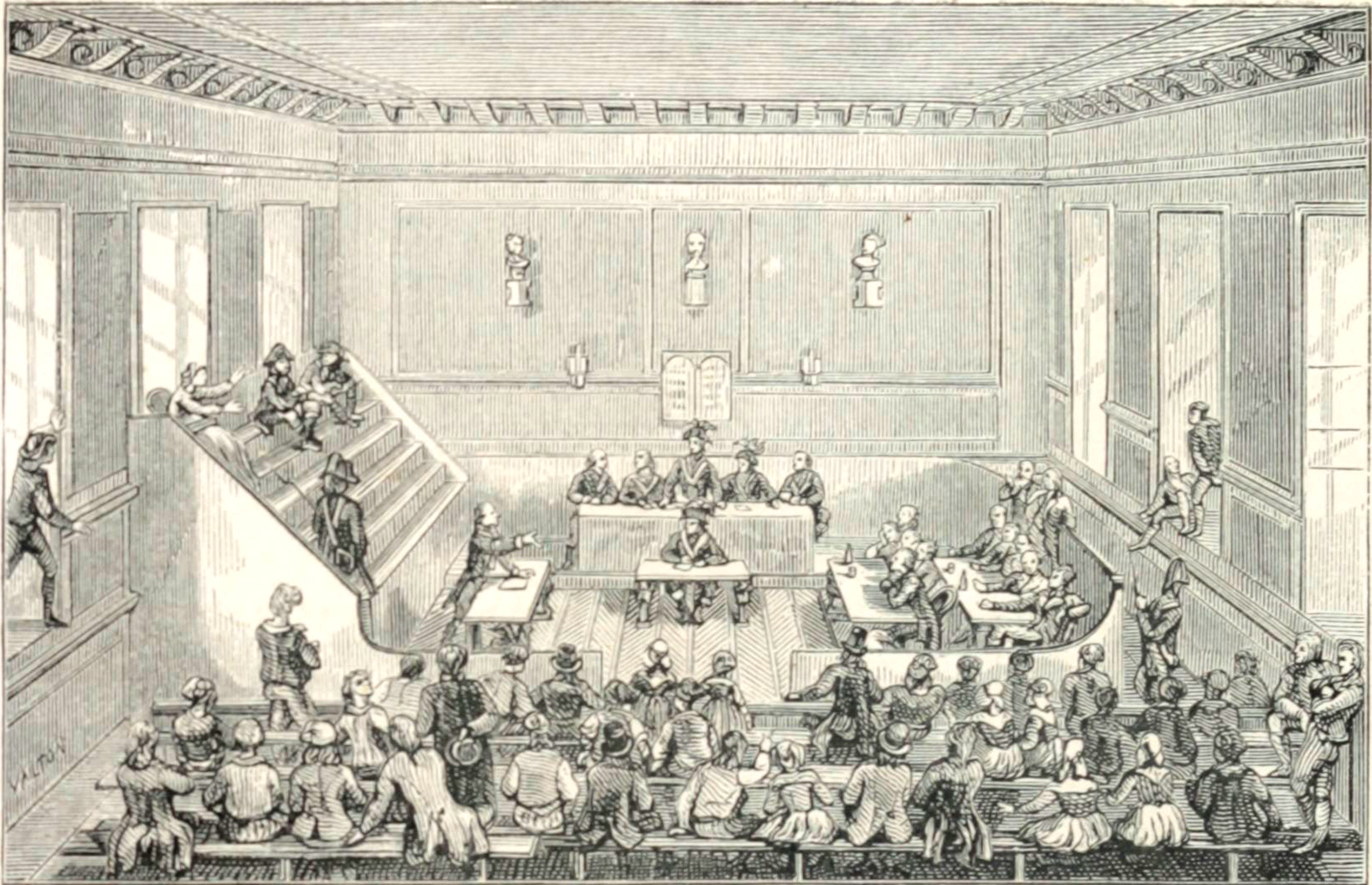
Une séance du Tribunal révolutionnaire, gravure du XIXe siècle

À partir d'octobre 1793 Boutay et sa femme sont en captivité dans les cachots de la Conciergerie. Pendant 13 mois, Boutay est privé de liberté par une détention longue et pénible. Comme tous les détenus, ses biens lui ont été confisqués par l'accusateur public Antoine Fouquier-Tinville. Sa comptabilité est interrompue alors qu'il devait vérifier ses délivrances aux directions des armées, aux gardes magasins des vivres et fourrages, retirer leurs bons des mains d'une multitude de voituriers qui les conservent encore n'étant pas payés, compter avec une grande partie des ouvriers employés aux ponts sur la Blize et à d'autres ouvrages, et rassembler ses papiers mis sous scellés tant à Paris que dans son domicile à Sarreguemines.
Le 4 novembre 1794, Boutay est instruit par le Tribunal Révolutionnaire dans la Salle de la Liberté. Il doit répondre à 15 témoins et 14 chefs d'accusation. A l'unanimité, on déclare qu'il n'est pas constant qu'il ait existé un système de dilapidation dans les biens nationaux, parmi plusieurs membres de l'administration du district de Sarreguemines et les commissaires aux évacuations du pays de Sarrebruck, des Deux-Ponts et de Blieskastel; Aucun des faits qui sont reprochés à Boutay ne sont prouvés. Les témoins et les accusateurs déclarent eux-mêmes que Boutay est un excellent patriote. Le procès se transforme en un éloge, où il résulte que Boutay a servi la République avec zèle, intelligence et activité, et qu'il l'a enrichie en dépouillant ses ennemis. Son innocence est proclamée par le citoyen François-Joseph Rudler, vice-président du Tribunal Révolutionnaire.
Boutay et sa femme sont acquittés au milieu des applaudissements du public et remis en liberté.

« Boutay, dans ces moments où la vertu seule est à l'ordre du jour, tu n'auras plus à redouter les traits des intrigants ; va combattre encore les tyrans, c'est le meilleur moyen de répondre à tes ennemis. »

— Discours du citoyen Rudler, président le Tribunal Révolutionnaire, à Boutay, acquitté le 4 brumaire de l'an troisième (1794)

## Témoin au procès de Fouquier-Tinville

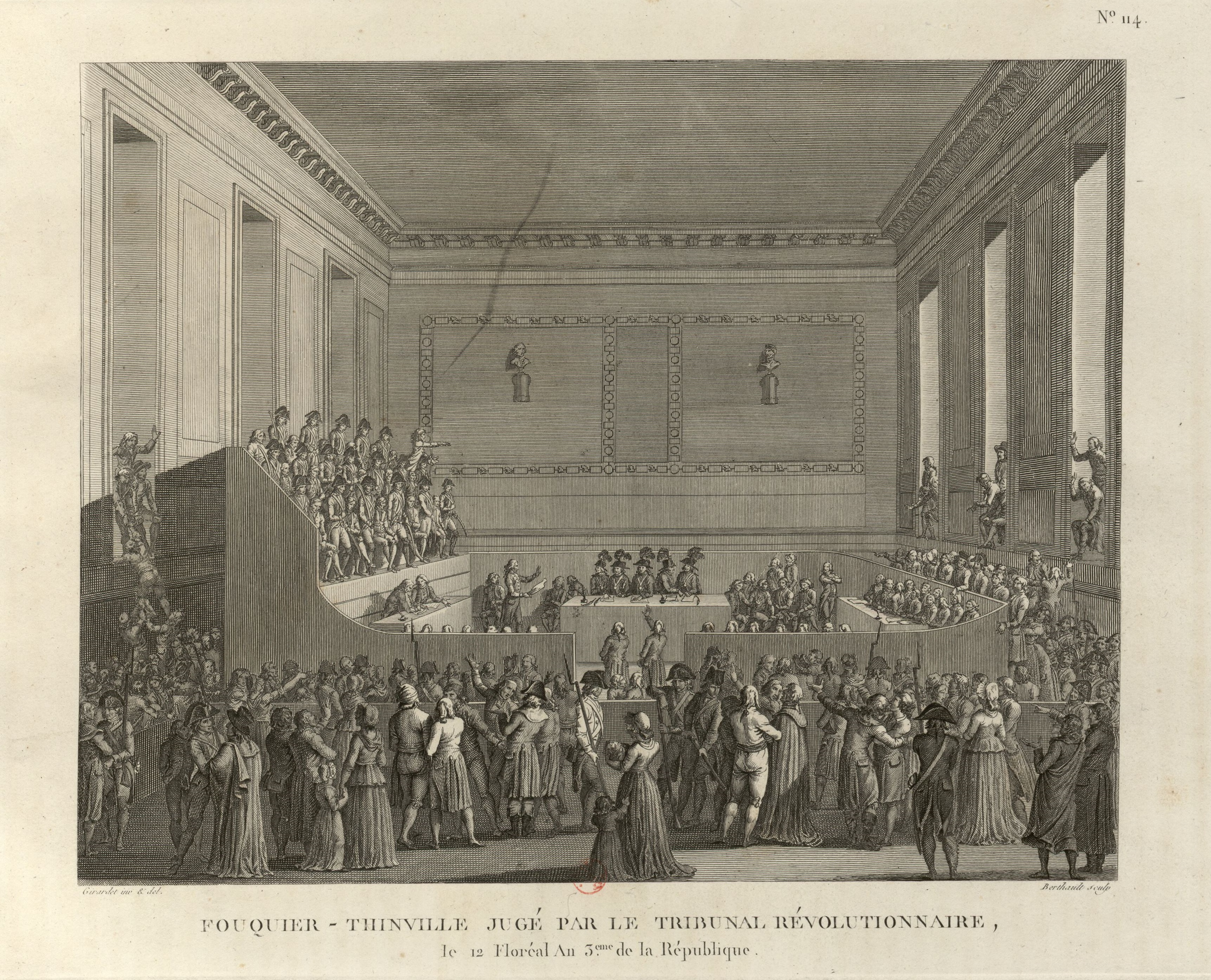
Fouquier-Tinville jugé par le Tribunal révolutionnaire.

Six mois après sa libération, Jean-Claude Boutay fait partie des 419 personnes appelées comme témoins au procès de Antoine Fouquier-Tinville. Sa comparution au tribunal a lieu le 21 avril 1795, où il est invité à faire sa déclaration lors des débats du jugement. Boutay dénonce Fouquier-Tinville au Comité de Sûreté Nationale pour lui avoir retenu 600 livres pendant sa captivité :

« Privé ici de mes ressources pécuniaires, j'écrivis, il y a environ 5 mois, à mon beau-père près Metz, pour lui demander des fonds nécessaires à ma subsistance et à celle de ma femme ; je n'en reçus aucune réponse et il nous fallut user de la confiance et de l'attachement de quelques amis pour nous procurer dans la prison les secours nécessaires à notre existence. Quel fut cependant mon étonnement lorsque, ces jours derniers, lors de l'arrestation de Fouquier-Tinville, accusateur public, on me présenta une lettre de mon beau-père, datée de floréal, dans laquelle il m'envoyait 600 livres. »

— Boutay, chef de la 1re légion du district de Sarreguemines, à la Conciergerie, le 28 thermidor l'an II.
Boutay dénonce l’oppression faite par Fouquier-Tinville sur les détenus, ainsi que le recèle et l’appropriation des sommes faites sur des innocents ou au préjudice de la République, si elles appartenaient à des coupables condamnés.

## Émeutes du faubourg St Antoine

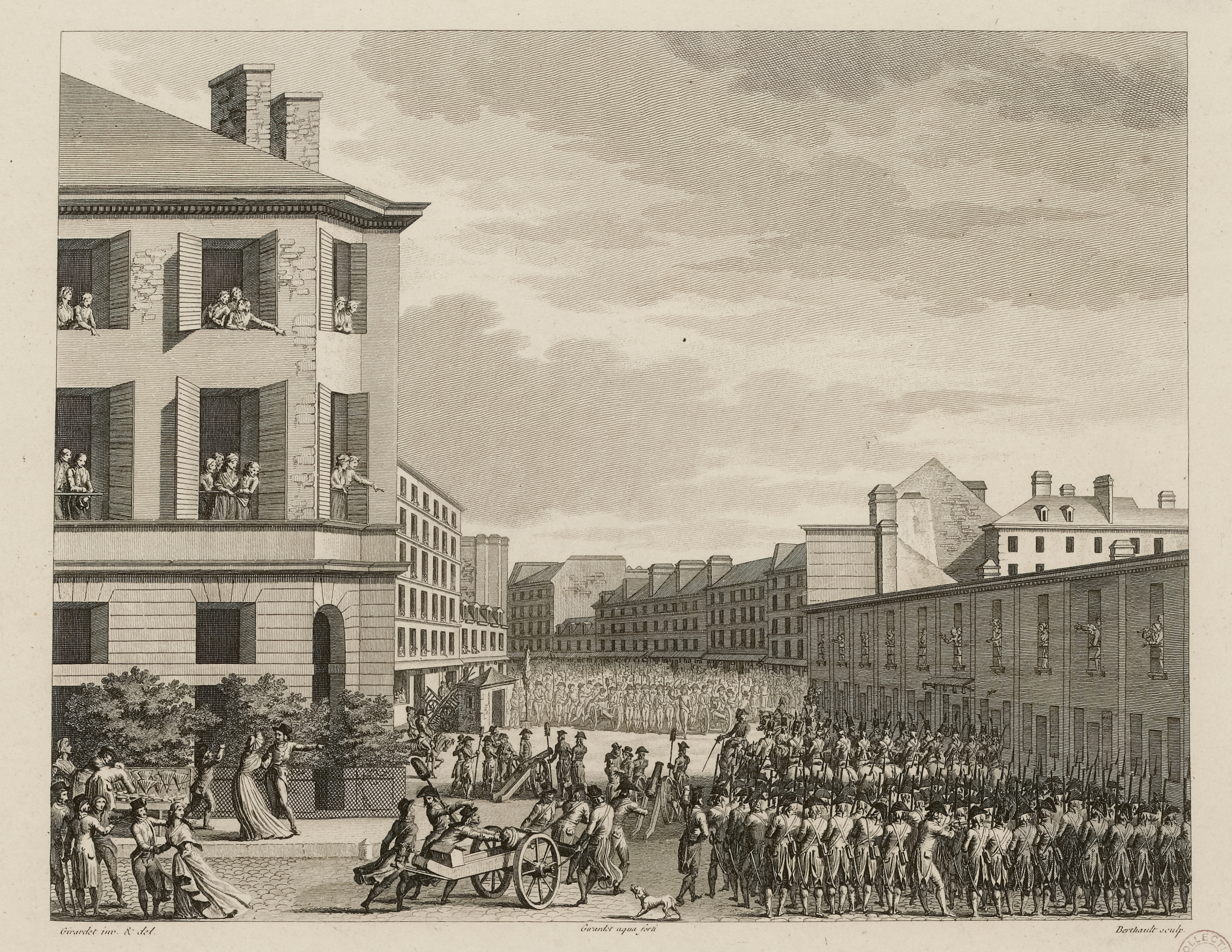
Attaque du Faubourg St Antoine. Le 4 Prairial an III

Au cours des journées de Prairial an II (21 et 22 mai 1795) éclatent des émeutes à l'angle de la rue de Charonne et du faubourg Saint-Antoine. Des barrières sont dressées, bouchant le faubourg Saint-Antoine, sur lesquelles s'affrontent les Thermidoriens et les émeutiers qui avaient envahi trois jours plus tôt l'assemblée pour réclamer du pain.
Pour la première fois depuis 1789, l'armée bien qu'issue de la Révolution, réprime une insurrection populaire.
Jean-Claude Boutay participe à la journée du 4 Prairial An III (23 mai 1795) en rejoignant la répression par la 6e compagnie, force armée de Paris, section de la Butte-des-Moulins :

« Nous soussignés, officiers, sous-officiers et volontaires de la 6e compagnie, certifions que le citoyen Jean-Claude Boutay, chef de la 1re légion du district de Sarreguemines, département de la Moselle, de présent logé rue Traversiere, maison d'Autruche, nous a déclaré, qu'ayant été instruit qu'il s’élevait un mouvement qui semblait menacer la sûreté de la Convention, il prit le parti de retarder son voyage pour se réunir à la force armée de sa résidence ; et que, de fait, depuis les jours d'insurrection du faubourg Antoine, nous l'avons vu se présenter, avec les bons citoyens de notre compagnie, partout où le bien public nous a appelé ; qu'il s'est rendu de son gré et comme volontaire, notamment à l'expédition dirigée le 4 contre les rebelles du faubourg Antoine. »

— Force Armée de Paris. Section de la Butte-des-Moulins. Premier arrondissement. Sixième Compagnie.

## Intrigues et friponneries aux élections de l'an VII

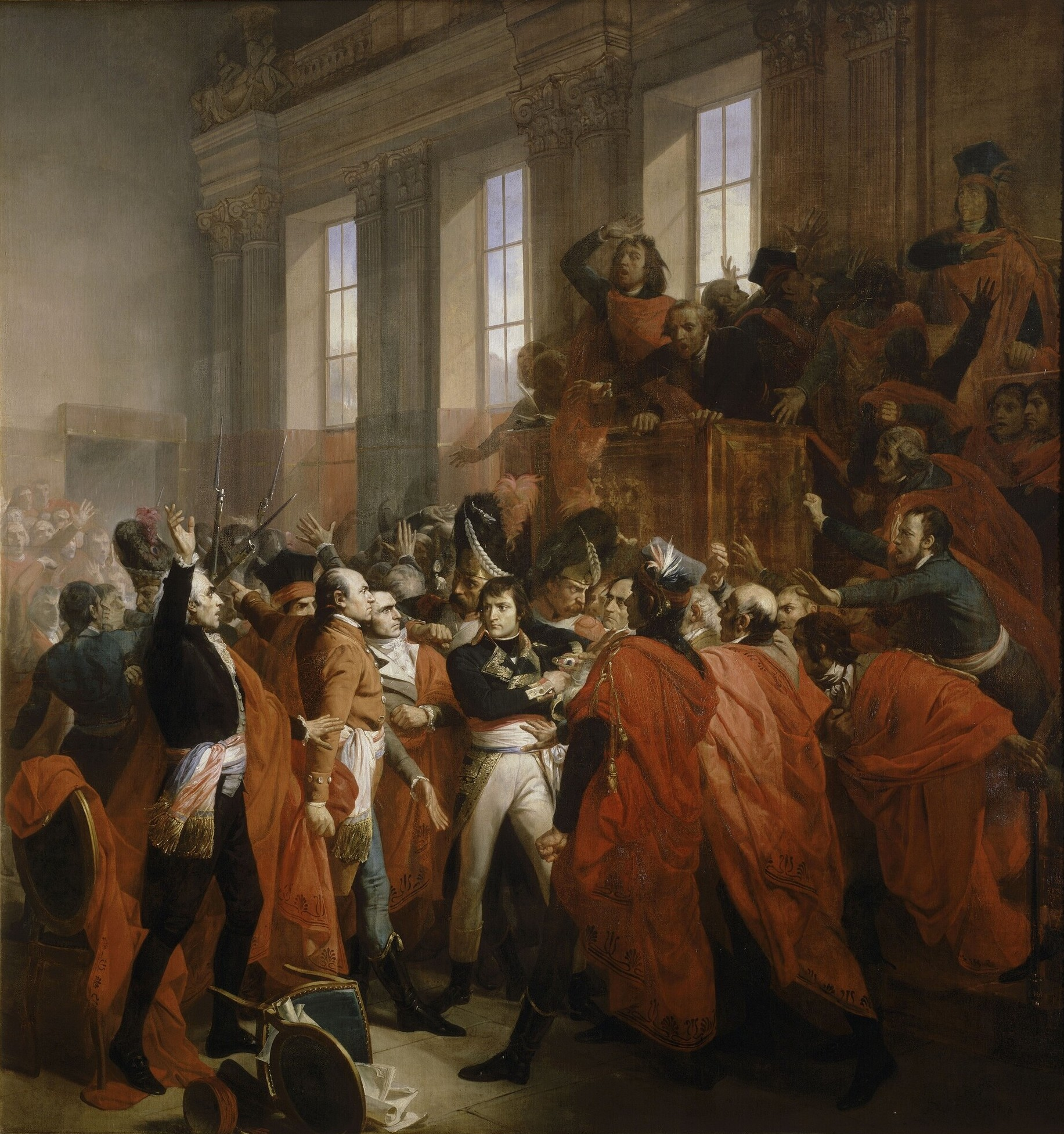
Bonaparte au Conseil des Cinq-Cents

En avril, s’organisent les Élections législatives françaises de 1799. Chaque département doit élire ses députés et redéfinir la répartition des sièges au Conseil des Cinq-Cents. Ces élections seront suivies par le coup d'État du 30 prairial an VII (18 juin 1799).
Boutay, qui revient de Paris, arrive à Metz en annonçant que le vœu des électeurs de Bitche et de Sarreguemines est de le faire nommer au Corps Législatif. Pour le seconder dans son projet il a l'appui d'un certain Gobert (général Jacques Nicolas Gobert?), qui prétend avoir des instructions du gouvernement concertées avec la députation pour faire nommer Rewbell, Thirion et Boutay.
Selon le commissaire central Louis Albert, adversaire déclaré de Thirion, ces individus se servaient mutuellement d'instructions et missions qu'ils n'avaient eut de personne, pour servir leur vues personnelles. L'assemblée électorale fut à peine ouverte que Boutay voulut parier 600 francs, à une table où il y avait au moins vingts électeurs, que le lendemain il serait nommé président; et que le citoyen Rewbell serait élu le premier député, lui le second et Thirion le troisième. Le commissaire Albert dénonce Boutay de vouloir corrompre ses électeurs, et s’offusque de voir les scrutateurs et secrétaires remplacés par des nouveaux, dévoués au parti, entre le premier et le second tour. Le poste de présidence de l'assemblée électorale échappe de peu à Boutay qui monte à la tribune et déclare renoncer à ses prétentions. La nomination du secrétaire allait suivre celle du président, lorsque l'on a, par oubli, laissé dans l'urne les bulletins qui avaient servi pour la nomination du président. Dans cet intervalle on a fait boire dans les cabaret, on a distribué de l'argent. Louis Albert dénonce la nullité de ces élections, ne pouvant empêcher son remplacement par l'inévitable Didier Thirion.
Le 16 avril 1799, Boutay, qui a été élu scrutateur au collège électoral du département de la Moselle, annonce que le citoyen Thirion vient de réunir la majorité au suffrage pour la députation au Conseil des Cinq Cents.
L'un des adjoints directs de Thirion, Boutay, est le lien entre le département de la Moselle et les représentants néo-jacobins de ce département, Couturier et Karcher. Le commissaire central note qu'il a beaucoup d'influence auprès des électeurs de langue allemande. Certes, il attribue ces positions favorables à des pratiques de clientélisme ; Boutay et Thirion auraient réussi à convaincre ces électeurs qu'ils jouissent d'un grand crédit auprès du directeur Reubell ; ainsi, ils pourraient utiliser ce crédit pour faire rayer des listes d'émigration un assez grand nombre d'artisans qui y ont été portés après l'invasion prussienne.
À la fin du mois d'avril 1799, Boutay est âgé de 35 ans. Il est nommé Juré pour la Haute-Cour de Justice par l'assemblée électorale du département de la Moselle. Ses fonctions sont de se prononcer sur les accusations admises par le Corps Législatif, soit contre ses propres membres, soit contre ceux du Directoire exécutif. Les actes d’accusation sont dressés et rédigés par le conseil des Cinq-Cents.

## Le Colonel Boutay
En 1814-1815, Napoléon Bonaparte crée les Corps Francs, des troupes irrégulières secondant les armées officielles. Il donne le titre de Colonel à tous ceux qui voudraient lever ces unités. Grâce à ses relations, Jean-Claude Boutay aurait obtenu deux audiences auprès de l'Empereur, pour se voir remettre la Légion d'Honneur ainsi que son titre de Colonel.
Lorsque l'Empire s'écroule, durant l'hiver 1814, la ville de Metz, qui est assiégée, n'est pas profanée alors que Paris est, au même moment, insultée par les coalisés. Elle le doit en partie au Général Durutte, qui organise avec brio une défense de quatre-vingt-cinq jours, dans des conditions extrêmes. Jean-Claude Boutay, âgé de 49 ans, s'affichant comme vétéran des guerres d'Amérique, regroupe jusqu'à 400 hommes autour de Bitche et rejoint le corps du Général Durutte.

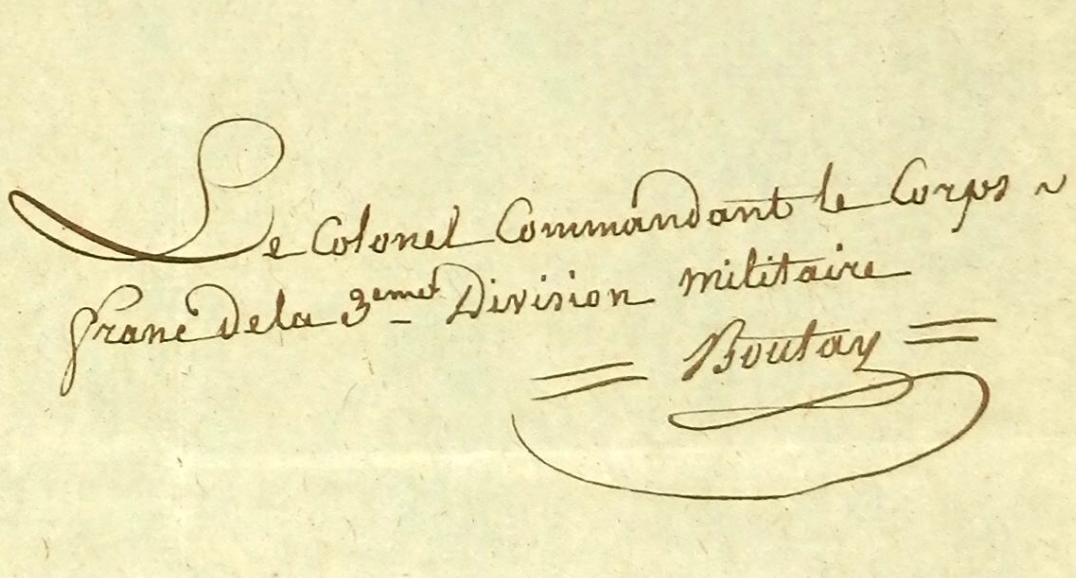
Signature du Colonel Boutay, commandant le Corps Francs de la 3e Division Militaire, 1814

Boutay était parti de Metz avec seulement sept hommes, tous d’origine aisée. Le petit nombre a par la suite été augmenté d’« une foule de pensionnaires, de légionnaires de l’Alsace et des bords de la Sarre » ainsi que par une « certaine quantité de militaires » pris dans les hôpitaux et dans les dépôts ennemis. Tous ces gens ont évidemment l’appréciable avantage de venir avec leurs armes et éventuellement un cheval. Autant dire que le corps-franc que Boutay fait marcher sur les Vosges-du-Nord est essentiellement constitué de militaires.
Lors du blocus de Bitche, on rapporte que le Général Maisonneuve doit résister aux injonctions d’un chef de partisans, Boutay, qui s’était jeté dans la place et dont la Compagnie Franche essuya un échec dans une sortie qui lui fut signalée. En un certificat du 15 mai 1815, où la population de Bitche témoigne sa reconnaissance à Maisonneuve, elle atteste que le général n’a cessé de mériter la considération de ses concitoyens par son zèle et son équité, qu’il a, pendant le blocus de 1814, approvisionné la ville par voie de réquisitions militaires, en conciliant à la fois les besoins de la garnison et l’intérêt des habitants, qu'il a, par sa fermeté, fait respecter les propriétés que Boutay menaçait. La population de Bitche impute au colonel des « projets atroces », dont celui de vouloir « décimer et répandre du sang », l’affublant par ailleurs du « titre de chef de brigands ».
Lors de l'invasion de 1814, Boutay avait reçu du Duc de Valmy, par on ne sait quelles intrigues, l'autorisation de lever un corps franc, avait gaspillé en orgies les 12,000 fr. reçus pour cet objet et s'était rendu à Bitche en uniforme de colonel pour y ramasser une quarantaine de brigands avec lesquels il avait pillé quelques villages. Sans doute il avait fait miroiter aux yeux de Napoléon, comme il le faisait le 6 mai dans une lettre à Gérard, le tableau des services que pourrait rendre son corps qui stationnerait à Bitche, d'où il pourrait, selon les besoins, inquiéter Pirmasens, Hombourg, Bliescaslel, voler au secours de Sarrebrùck, Sarrelouis, Metz, Phalsbourg, harceler l'ennemi et surprendre ses convois. Mais la nouvelle qu'il allait reparaître excitait dans toute la contrée un tollé général, et Davout, informé de sa conduite passée, donnait ordre à Gérard de lui refuser toute commission et de dissoudre les corps qu'il aurait pu former.
Le Corps Franc de la 3e division militaire du Colonel Boutay est dissout le 21 avril 1814 par le Général Étienne Maurice Gérard.
Dans son ordre du jour, le Colonel Boutay rappelle à ses soldats leurs devoirs, le premier de tous étant l'amour de la Patrie, au-delà des fluctuations et des aléas des régimes en place :

« Beaucoup d'entre nous ont servi sous le Gouvernement des Bourbons, nous avons servi sous la république et sous Napoléon, ces dénominations sont les mêmes, c'est la patrie que vous avez servi, c'est pour la Patrie que vous êtes appelés à servir le règne de Louis XVIII et de ses successeurs, le même zèle doit vous animer, vos services seront reconnus et récompensés dans quelque temps qu'ils ayent eu lieu, ils seront appréciés dans ce moment où le repos de l'humanité est le but auquel l'Europe aspire. »

— Boutay, Ordre du jour, 21 avril 1814
L'ancien Colonel Boutay attend en mai 1814 du nouveau gouvernement royaliste la récompense de ses services, et son remplacement au même grade, par Louis XVIII.

« Je me souviens, Messieurs, des moments agréables passés à l'ombre des Lys, et me suis étonné souvent de ce que je ne trouvais plus les mêmes occasions d'être heureux. Comme bien d'autres j'en ai accusé les circonstances sans réfléchir que les passions sont les sources du Bonheur, que l'âge des passions s'était éteint chez moi à l'Epoque où les Lys ont disparu. Le Germe de ce bonheur n'était plus en moi et qu'il était injuste d'en accuser les circonstances. Ils renaissent, Messieurs, ces Lys ; je désire pour vous et pour moi les mêmes goûts qui vous ont mû il y a vingt ans, renaissent chez vous... »

— Boutay, Lettre aux habitants de Bitche, 4 mai 1814
Boutay n'aura eu le droit à son grade de Colonel que l'année de son commandement. Le 30 août 1814. Il est condamné par la Cour Royale de Metz pour un an de prison, 200 francs d'amende et 435 francs de procédure pour avoir employé le titre de Colonel d'Infanterie lors de la publication de ses pétitions et mémoires.

## Pétitions contre des forêts données aux princesses de Nassau

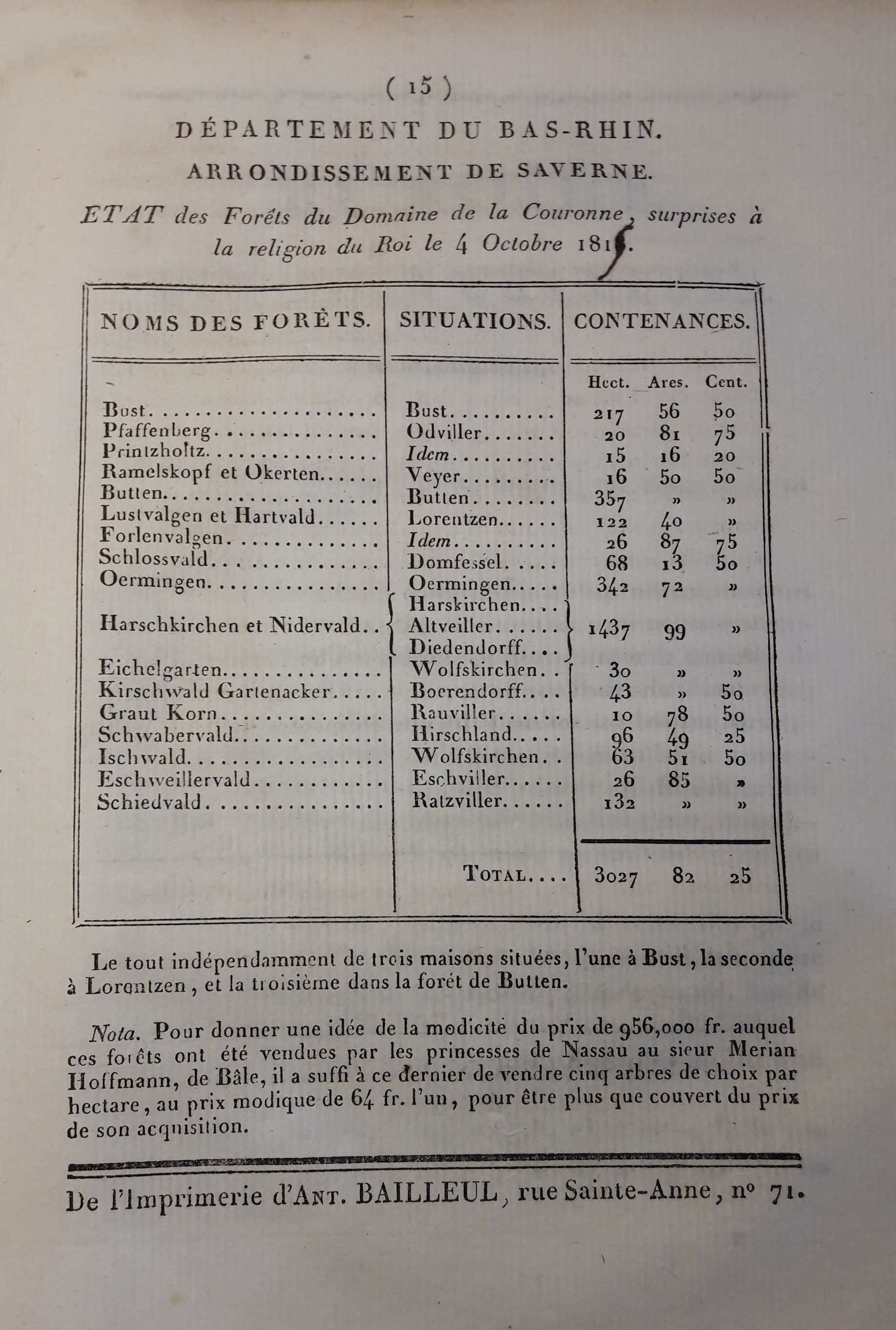
Etat des Forêts du Domaine de la Couronne, surprises à la religion du Roi le 4 octobre 1815. BOUTAY, ancien Colonel.

Sous la Restauration, Jean-Claude Boutay adresse une série de mémoires aux Deux Chambres au sujet des forêts enclavés du comté de Nassau-Sarrebruck (Bas-Rhin) et questionne la légitimité des possessions des princes allemands qui avaient conservé des fiefs enclavés dans le royaume de France.
Résidant à Paris, il attaque comme illégales et inconstitutionnelles les remises aux dames de Brunswich et de Sarrebruck, sœurs et héritières du Prince de Nassau-Sarrebuck. Boutay prétend que les forêts rendues n'ont été en aucun temps la propriété particulière des princes de la Maison de Nassau. Il s'agit là de 3,027 hectares, qui ont été cédées gratuitement aux princesses par un décret illégal du 4 octobre 1815 et qui devraient être réintégrés dans la couronne de France.
Il écrit par trois fois des lettres à Mr Louis-Emmanuel Corvetto alors Ministre des Finances, au sujet des forêts de Nassau. Son combat l'amène à envoyer un opuscule qui sera remis par le duc de Duras sous les yeux de Louis XVIII : "Mémoire au Roi sur les moyens d'augmenter les produits des forêts de l'Etat" (Paris, 18 juin 1819).
Il prie les Deux Chambres d'intervenir à l'appui de sa demande. Mais le sujet des forêts dérobées intéresse peu les députés... qui remettent mainte fois ses pétitions à l'ordre du jour. Le 10 juin 1820, Boutay accuse Mr de Saint-Aulaire, rapporteur de la Chambre de députés, d'empêcher la publication de sa pétition, prétendant qu'il est le gendre de l'une des princesses, invoquant la maxime latine "is fecit cui prodest", littéralement le criminel est celui à qui le crime profite.
Relativement aux révélations de l'ancien colonel Boutay, on trouve qu'il y avait une sorte de négociation avec le Danemark et que c'était à la suite de cette négociation que le domaine dont il s'agit avait été restitué aux princesses héritières. Les pétitions signées par Boutay, suivies d'une consultation du célèbre Odilon Barrot, avocat à la cour de cassation, excitera vivement l'attention publique, non plus par leur contenu, mais par le nom des personnes qui s'y trouvent compromises.
Quelques années après la révolution de 1830, la même réclamation fut portée, à diverses reprises, devant la Chambre des Députés, non plus par le sieur Boutay, mais par Oudin et Debienne et en mai 1840 par Beck, ayant pour but de leur révéler l'usurpation faite sur l'état de 3,600 hectares de forêts par M. de Saint-Aulaire, M. Decaze, M. Merian et M. Koechln, aidés par la trahison et la concussion des ministres duc de Richelieu, baron Louis, Humann, Sébastiani, Passy et M. Calmin.

## Se défendre de ses détracteurs

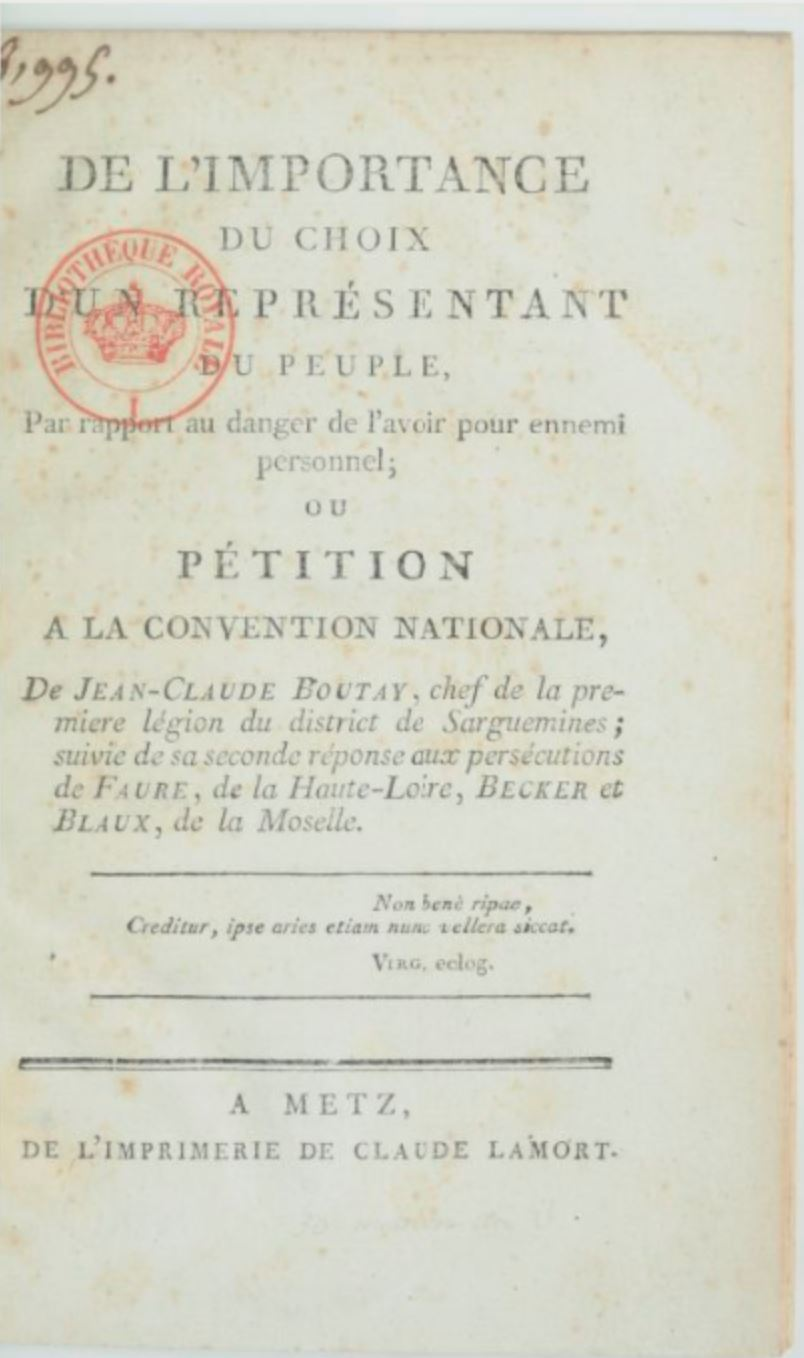
Pétition de Jean Claude Boutay à la Convention Nationale. 1795

À la suite de la Révolution se met en place un système de dénonciations, dont Boutay sera l'une des victimes. Ce phénomène est rapide et caractéristique de cette période qu'on qualifiera de Terreur. Dans le cas des ennemis de Boutay, les querelles sont souvent motivées par des règlements de compte d'ordre personnel. On vient alors s'attaquer, à base d'accusations fausses, à la réputation et l'honneur de Boutay.
Boutay saisit alors sa plume et se défend de ses "ennemis personnels". Il publie systématiquement des réponses aux calomnies qui sont portées à son encontre.

### Nicolas Blaux
L'un des premiers persécuteurs de Boutay sera Nicolas Blaux, ancien maire de Sarreguemines, qui l'accusera d'avoir effectué des réquisitions sans les formalités nécessaires et de refuser "arrogamment" de lui en rendre compte. Boutay avait été chargé en avril 1793 de la mise sous séquestre des biens et revenus du prince de Nassau-Saarbruck et de la Dame de La Leyen ; ce qu'il fit avec zèle car, selon Nicolas Blaux, "nulle part les scellés ne furent posés". En octobre 1793, Nicolas Blaux demandera la destitution de Boutay et provoquera sa captivité de 13 mois dans les cachots de la Conciergerie.

« Blaux était imprimeur du district de Sarreguemines dont j'était administrateur. Il travaillait mal, faisait payer fort cher, et fut changé. Ce changement, auquel je n'eus aucune part, est la source de toutes les persécutions que j'éprouve. »

— Boutay, 1795

### Balthazar Faure
Balthazar Faure, député de la Haute Loire, s’en prendra à Boutay, administrateur du district de Sarreguemines, pour avoir commis des escroqueries et dilapidations dans la vente des biens nationaux.
Boutay s'en défendra en publiant une pétition intitulée Balthazar Faure, député de la Haute-Loire, démasqué, dans laquelle il dénonce Faure comme agent de Robespierre et ami intime de Fouquier-Tinville. Puis le 18 juillet 1795 il publiera un seconde pétition distribuée à grands frais qu'il intitule De l'importance du Choix d'un représentant du peuple, par rapport au danger de l'avoir pour ennemi personnel.

« Ainsi va la méchanceté, buvant elle-même de son venin, et trouvant enfin sa punition dans ses propres excès. »

— Réponse de Jean-Claude Boutay à Balthazard Faure, député de la Haute-Loire, démasqué par sa correspondance avec son ami Fouquier-Thinville, 1795
Dans la préface de sa publication de 1795 De l'importance du choix... Boutay avertit son lecteur qu'au delà des persécutions personnelles, il faut y voir des enjeux d'ordre moraux : les personnes qui accablent Boutay sont des élus, des députés et des représentants du peuple.

« Rien de moins intéressant pour le public qu'une défense personnelle contre les persécutions et les calomnies de deux ou trois individus. Au milieu des grands intérêts qui nous agitent, le sort d'un particulier, son oppression, sa chute même sous les coups redoublés de quelques médisants ; tout cela n'a rien en soi d'assez important pour mériter beaucoup d'attention; Mais si ses oppresseurs, ces hommes injustes, sont du nombre de ceux que le peuple abusé a trop légèrement honoré de sa confiance, qu'il a choisi pour le représenter et le protéger, alors l'innocent opprimé s'écrie douloureusement: tous mes maux me viennent donc de ceux qui devaient m'en défendre. Alors la patrie, la liberté, la justice, la vérité reçoivent une dangereuse atteinte, et voilà, qui que vous soyez, des objets dignes de tout votre intérêt. »

— De l'importance du choix d'un représentant du peuple, par rapport au danger de l'avoir pour ennemi personnel, Boutay, 1795

### Joseph Becker
Ce député de la Moselle, chargé de prendre des renseignements sur les dilapidations, reprochera la conduite de Boutay dans sa gestion de l’évacuation des pays de Deux-Ponts et de la Leyen. Boutay ayant proclamé au Tribunal Révolutionnaire qu'il n'avait pu rendre compte de ce qu'il devait à son administration, Joseph Becker lancera un nouveau mandat d'arrêt contre lui le 2 juin 1795. Boutay parvient à y échapper et faire annuler le mandat, déclarant qu'« on ne peut être traduit en jugement deux fois sur le même sujet ». Malgré tout Becker et Blaux, agissant de concert, parviennent à faire exécuter l'ordre d’emprisonnement.
Le 17 août 1795 Boutay se soumet au mandat du Comité de Sûreté Générale. C'est du fond de sa prison, sur son grabat, qu'il écrit une réplique cinglante à Becker.
Au sujet de l'origine des persécutions de Becker, Boutay racontera cet épisode du combat de Pirmasens (14 septembre 1793). Boutay commandait une colonne de troupes sur la montagne de Mittelbach :

« Nous nous battions avec l'artillerie légère depuis heures. Le fils de Becker, adjudant-général, passe, conduisant un bataillon au général Radot. Il reconnaît plusieurs de ses concitoyens de St Avold; et, pour montrer ses talents militaires, il se permet de son chef de déranger nos têtes de colonnes. Je suis averti, je le joins; et avec toute la chaleur et dans le langage qui convenaient à la circonstance, je lui demande de quel droit il dérangeait ma troupe. « Va-t-en, lui dis-je, à ton poste : Que ton père t’envoie à l'école pour apprendre à commander. N'es-tu pas honteux d'occuper une place au-dessus de ta capacité, et qui devrait appartenir à quelque ancien militaire plus digne que toi de la remplir. » Quelque temps après il fut destitué par les représentants du peuple près des armées de la Moselle et du Rhin. Son père crut faussement que j'avais eu quelque part à sa destitution. »

— Boutay, 1795

### Paul Utzschneider
En juillet 1809 Boutay est agent des sous-fournisseurs Richling, Schmidborn et Braun, de Sarrebruck pour la fourniture des bois de marine. Il est chargé de dresser des procès-verbaux concernant l’abattis en fraude d'arbres propres au service de la marine et il constate des dilapidations commises par le sieur Paul Utzschneider, d'origine bavaroise, arrivé à Sarreguemines en 1800, qui deviendra un puissant industriel à la tête de la manufacture de faïencerie de Sarreguemines.

« Les injustices, les déprédations, les abus en tout genre, doivent prendre fin sous le règne des Bourbons. »

— Boutay, avril 1816
Le 8 avril 1816, Boutay écrit un Mémoire au roi - Dilapidations dans les forêts - au sujet de l'exploitation de la forêt de Scheidwald, Bas-Rhin, par Paul Utzschneider. Boutay joint à son mémoire de nombreux certificats des maires des différentes communes et écrit des lettres au Ministre des Finances pour le prévenir de ces délits et ventes illégales de bois destinés à l'usage de la Marine. L'immensité des hêtres abattus, au préjudice des finances de l'État, conduira l'ancien colonel Boutay à se faire l'auteur d'un opuscule : "Mémoire au Roi sur les moyens d'augmenter les produits des forêts de l'État" (Paris, 18 juin 1819).

### Chirstof Merian Hoffman
En 1816, un banquier bâlois, Christof Merian-Hoffmann - père de Christoph Merian - s'était rendu acquéreur de la quasi-totalité des biens du prince de Nassau-Sarrebrück.
Le 9 août 1821, par acte notarié, Boutay parvient à se faire nommer mandataire des maires de vingt-huit communes de l'arrondissement de Saverne, pour défendre leurs intérêts. Le banquier suisse Merian-Hoffmann, de connivence avec des agents forestiers corrompus, tente d’acquérir à vils prix 1.200 hectares de forêts et d'obtenir le monopole sur les bois de cette contrée. Boutay multiplie les mémoires et les lettres au Sous-préfet, au Préfet de la Moselle et au Ministre des Finances, pour s'opposer de toutes ses forces à la vente des forêts du Comté de la Petite-Pierre. Boutay se dresse avec zèle comme défenseur de ces habitants opprimés, de ces malheureux cultivateurs qui voient l'hiver arriver. En contrepartie, Boutay est dénoncé comme infâme calomniateur et, sous divers masques dont il se couvre, le fléau de toutes les classes de la société.

« Durant les années 1820-1823, un aventurier nommé Claude Boutay, de Sarre-Union, se disant ancien colonel, parcourait les campagnes de l’arrondissement de Saverne, répandant des bruits inquiétants au sujet des droits d’usage possédés par les communes et la vente des forêts cédées à la caisse d’amortissement. Il cherchait à obtenir la confiance des habitants, promettant de défendre leurs droits moyennant finances ; Un rapport de police signale que ledit Claude Boutay était avant la Révolution « … matelot, très lancé dans les clubs dès leur origine, commissaire évacuateur à Deux-Ponts et dans le Palatinat pendant la Terreur, chef des partisans durant les Cents jours », et qu’il avait déjà été « arrêté et emprisonné à Metz pour fraude dans la gestion des bois de marine ». »

— Affaire Boutay, Archives du Bas-Rhin, Finances P 422

## Décès
La date de décès de Boutay et incertaine. Dans la commune de Saverne, à la date du 21 décembre 1823, on trouve un acte de décès qui indique : Claude Boudet, ancien militaire natif de Sarreguemines, âgé de 58 ans, époux de.... inconnue, demeurant en cette ville depuis quelque temps; mort à midi dans la maison située 116 quartier Louze? domicile du sieur Lenthon? Xavier.
Sa femme Madeleine Pierrot décède quelques années plus tard, le 27 mars 1829 à Sarreguemines. Son conjoint Claude Boutay est semble t-il encore vivant, il est dit propriétaire, âgé de 64 ans.
(auteur du relevé : Groupement des Cercles Généalogiques de Moselle).